# Лестер Лейн
Лестер Лейн (англ. Lester Lane, 6 березня 1932 — 6 вересня 1973) — американський баскетболіст.
Олімпійський чемпіон 1960 року.